# Sammi Cheng
Sammi Cheng (ur. 19 sierpnia 1972 w Hongkongu) – hongkońska piosenkarka i aktorka.

## Dyskografia
Źródła: AllMusic

### Albumy studyjne
| Rok wydania | Nazwa                                                                                              | Nazwa w jęz. ang.                                           | Język                           | Wytwórnia                    |
| ----------- | -------------------------------------------------------------------------------------------------- | ----------------------------------------------------------- | ------------------------------- | ---------------------------- |
| 1990        | –                                                                                                  | Sammi                                                       | kantoński                       | Capital Artists              |
| 1991        | –                                                                                                  | Holiday                                                     | kantoński                       | Capital Artists Ltd.         |
| 1992        | –                                                                                                  | Never Too Late                                              | kantoński                       | Capital Artists Ltd.         |
| 1992        | Huore Donggan (火熱動感)                                                                           | Red Hot Hits                                                | kantoński                       | Capital Artists Ltd.         |
| 1993        | Zheng Xiuwen De Kuaile Migong (鄭秀文的快樂迷宮)                                                   | Sammi Cheng's Happy Maze                                    | kantoński                       | Capital Artists Ltd.         |
| 1993        | Da Baofu (大報復)                                                                                  | The Big Revenge                                             | kantoński                       | Capital Artists Ltd.         |
| 1993        | Huore Donggan - 93 Jin Qiu Ban (火熱動感 - 93勁秋版)                                               | Red Hot Hits - '93                                          | kantoński                       | Capital Artists Ltd.         |
| 1993        | Aiqing Donggan La La La (愛情動感La La La)                                                         | Love Hits La La La                                          | mandaryński                     | Capital Artists Ltd.         |
| 1994        | Shijie (十誡)                                                                                      | Ten Commandments                                            | kantoński                       | Capital Artists Ltd.         |
| 1994        | Shijian, Didian, Renwu (時間、地點、人物)                                                          | Time, Location, People                                      | kantoński                       | Capital Artists Ltd.         |
| 1994        | Shi Yi (失憶)                                                                                      | Lost Memory                                                 | kantoński                       | Capital Artists Ltd.         |
| 1995        | Qihou (其後)                                                                                       | After                                                       | kantoński                       | Capital Artists Ltd.         |
| 1995        | Shebude Ni (捨不得你)                                                                              | Missing You                                                 | kantoński                       | Warner Music Hong Kong Ltd.  |
| 1995        | Shi Shihou Xinjiu Duizhao 18 Shou (是時候新舊對照18首)                                             | It's Time 18 Songs Compilation                              | kantoński                       | Capital Artists Ltd.         |
| 1995        | Shebude Ni Remix (捨不得你 Remix)                                                                  | Missing You Remix                                           | kantoński                       | Warner Music Hong Kong Ltd.  |
| 1996        | Buyao Xinjiu Duizhao 17 Shou (不要新舊對照17首)                                                    | Don't want 17 Songs Compilation                             | kantoński                       | Warner Music Hong Kong Ltd.  |
| 1996        | Fang Bu Di (放不低)                                                                                | Cannot Let Go                                               | kantoński                       | Warner Music Hong Kong Ltd.  |
| 1996        | She Bu She De (捨不捨得)                                                                           | –                                                           | kantoński                       | Warner Music Hong Kong Ltd.  |
| 1996        | She By She De Part 2 (捨不捨得 Part 2)                                                             | –                                                           | kantoński                       | Warner Music Hong Kong Ltd.  |
| 1996        | Xiaoxin Nuren Kala EP (小心女人卡拉EP)                                                             | Beware of Women Kara EP                                     | kantoński                       | Warner Music Hong Kong Ltd.  |
| 1996        | Zhide (值得)                                                                                       | Worth It                                                    | mandaryński                     | Warner Music Hong Kong Ltd.  |
| 1996        | Fang Bu Di KalaOK (放不低卡拉OK)                                                                   | Cannot Let Go Karaoke                                       | kantoński                       | Warner Music Hong Kong Ltd.  |
| 1996        | Shi Shihou @ Buyao Xinjiu Duizhao 35 Shou (是時候@不要新舊對照35首)                                | It's Time@Don't want 35 Songs Compilation                   | kantoński                       | Warner Music Hong Kong Ltd.  |
| 1996        | Nong Qing (濃情)                                                                                   | Deep Passion                                                | kantoński                       | Warner Music Hong Kong Ltd.  |
| 1996        | Nong Qing Kala EP Remix (濃情卡啦EP Remix)                                                         | Deep Passion Kara EP Remix                                  | kantoński                       | Warner Music Hong Kong Ltd.  |
| 1996        | X Paidui Remix Kara EP (X派對Remix Kara EP)                                                        | X Party Remix Kara EP                                       | kantoński                       | Warner Music Hong Kong Ltd.  |
| 1997        | Sammi X Live 96 Zheng Xiuwen Kongjian Yanchanghui (Sammi X Live 96鄭秀文X空間演唱會)               | Sammi X Live 96                                             | kantoński/mandaryński/angielski | Warner Music Hong Kong Ltd.  |
| 1997        | Huana 24K Chao Jipin Jinse Xilie 1 (華納24K超極品音色系列 Volume One)                              | Warner Music 24k Compilation Volume One                     | kantoński/mandaryński           | Warner Music Hong Kong Ltd.  |
| 1997        | Wei Ni Deng (為你等)                                                                               | Waiting for you                                             | mandaryński                     | Warner Music Hong Kong Ltd.  |
| 1997        | Women De Zhutiqu (我們的主題曲)                                                                    | Our Theme Song                                              | kantoński                       | Warner Music Hong Kong Ltd.  |
| 1997        | Women De Zutiqu KalaOK Jingxuan (我們的主題曲卡拉OK精選)                                           | Our Theme Song Karaoke Compilation                          | kantoński                       | Warner Music Hong Kong Ltd.  |
| 1997        | Shenghuo Yuyan (生活語言)                                                                          | The Language of Living                                      | kantoński                       | Warner Music Hong Kong Ltd.  |
| 1997        | Liang Qing Xiang Yue (兩情相悅)                                                                    | Made in Heaven                                              | kantoński                       | Capital Artists Ltd.         |
| 1998        | Sammi Star Show Zheng Xiuwen 97 Yanchanghui (Sammi Star Show鄭秀文97演唱會)                        | Sammi Star Show                                             | kantoński/mandaryński           | Warner Music Hong Kong Ltd.  |
| 1998        | Shenghuo Yuyan KalaOK Jingxuan (生活語言卡拉OK精選)                                                | The Language of Living Karaoke Compilation                  | kantoński                       | Warner Music Hong Kong Ltd.  |
| 1998        | Huana Chao Jipin Yinse Xilie Volume Two (華納24K超極品音色系列 Volume Two)                         | Warner Music 24k Compilation Volume Two                     | kantoński/mandaryński           | Warner Music Hong Kong Ltd.  |
| 1998        | Qin'aide Zheng Xiuwen Jingxuan (親愛的鄭秀文精選)                                                  | Dear Sammi Cheng Compilation                                | kantoński/mandaryński           | Warner Music Hong Kong Ltd.  |
| 1998        | -                                                                                                  | Feel So Good                                                | kantoński                       | Warner Music Hong Kong Ltd.  |
| 1998        | Zheng Xiuwen Zuihao Hunyin Jingxuan (鄭秀文最好混音精選)                                           | Sammi Cheng The Best Remix Compilation                      | kantoński                       | Warner Music Hong Kong Ltd.  |
| 1998        | Tingwen (聽聞)                                                                                     | Heard of                                                    | kantoński                       | Warner Music Hong Kong Ltd.  |
| 1998        | Tingwen Re Chang KalaOK Jingxuan (聽聞熱唱卡拉OK精選)                                              | Heard of Karaoke Compilation                                | kantoński                       | Warner Music Hong Kong Ltd.  |
| 1998        | Zheng Xiuwen Jingjingjingxuan (鄭秀文精精精選)                                                     | Sammi Cheng Compilation                                     | kantoński/mandaryński           | Warner Music Hong Kong Ltd.  |
| 1998        | Wo Yinggai Dedao (我應該得到)                                                                      | I Deserve                                                   | mandaryński                     | Warner Music Hong Kong Ltd.  |
| 1998        | Hen Ai Hen Ai (很愛很愛)                                                                           | Loving It                                                   | kantoński                       | Warner Music Hong Kong Ltd.  |
| 1998        | Duoxie Xinqu+ Jingxuan (多謝新曲+精選)                                                             | Arigatou                                                    | kantoński                       | Warner Music Hong Kong Ltd.  |
| 1999        | Aiqinggushi Xinshiji Jingxuan (愛情故事新世紀精選)                                                 | Love Story Compilation                                      | mandaryński                     | Warner Music Hong Kong Ltd.  |
| 1999        | -                                                                                                  | Sammi I Concert 99                                          | kantoński/mandaryński           | Warner Music Hong Kong Ltd.  |
| 1999        | Qu Ai Ba (去愛吧)                                                                                  | Go Love                                                     | mandaryński                     | Warner Music Hong Kong Ltd.  |
| 1999        | Duoxie Shiji KalaOk Jingxuan (多謝世紀卡拉OK精選)                                                  | Arigatou Karaoke Compilation                                | kantoński                       | Warner Music Hong Kong Ltd.  |
| 1999        | -                                                                                                  | Ladies First                                                | kantoński                       | Warner Music Hong Kong Ltd.  |
| 1999        | Meifeisewu Guoyu Jingxuan Ji (眉飛色舞國語精選輯)                                                  | Overjoyed Mandarin Compilation                              | mandaryński                     | Warner Music Hong Kong Ltd.  |
| 2000        | Ai Shi... (愛是...)                                                                                | Love is...                                                  | kantoński                       | Warner Music Hong Kong Ltd.  |
| 2001        | Zheng Xiuwen Taibei Yanchanghui (鄭秀文台北演唱會)                                                 | Sammi Live in Taipei                                        | mandaryński                     | Warner Music Hong Kong Ltd.  |
| 2001        | Huana Huang Pai Jipin HDCD Jingxuan 34 Shou (華納皇牌極品HDCD精選34首)                             | Warner Music Mastersonic HDCD 34 Songs Essential Collection | kantoński                       | Warner Music Hong Kong Ltd.  |
| 2001        | Wanzheng (完整)                                                                                    | Complete                                                    | mandaryński                     | Warner Music Hong Kong Ltd.  |
| 2001        | Fen Hong (粉紅)                                                                                    | Shocking Pink                                               | kantoński                       | Warner Music Hong Kong Ltd.  |
| 2001        | Xin Shui Xuanze (心水選擇)                                                                         | Personal Selections                                         | kantoński                       | Capital Artists Ltd.         |
| 2001        | Zheng Xiuwen 903 La Kuo Yinyuehui 2001 (鄭秀文903拉闊音樂會2001)                                   | Sammi 903 Music is Live 2001                                | kantoński/mandaryński           | Warner Music Hong Kong Ltd.  |
| 2001        | Wen Ge Yu Wo (文歌與我)                                                                            | Songs and I                                                 | kantoński                       | Capital Artists Ltd.         |
| 2001        | Ai Shi... Meili (愛是...美麗)                                                                      | Love is... Beauty                                           | kantoński                       | Warner Music Hong Kong Ltd.  |
| 2001        | Zheng Xiuwen KalaOK Guanjun Qu (鄭秀文卡拉OK冠軍曲)                                                | Sammi Cheng Karaoke Golden Songs                            | kantoński                       | Warner Music Hong Kong Ltd.  |
| 2001        | SammiX Dance Collection Xinqu+ Jingxuan 19 Shou (SammiX Dance Collection 新曲+精選19首)            | SammiX Dance Collection 19 Songs Compilation                | mandaryński                     | Warner Music Hong Kong Ltd.  |
| 2001        | Wenrou (溫柔)                                                                                      | Tender                                                      | mandaryński                     | Warner Music Hong Kong Ltd.  |
| 2002        | -                                                                                                  | Sammi Shocking Colors Live 2001                             | kantoński/mandaryński           | Warner Music Hong Kong Ltd.  |
| 2002        | Shede (捨得)                                                                                       | Willing                                                     | mandaryński                     | Warner Music Hong Kong Ltd.  |
| 2002        | Zheng Xiuwen Dianying Jinqu Jingxuan (鄭秀文電影金曲精選)                                          | Sammi Cheng Movie Theme Songs Compilation                   | kantoński                       | Warner Music Hong Kong Ltd.  |
| 2002        | Dian Party (電Party)                                                                               | Electricity Party                                           | mandaryński                     | Warner Music Hong Kong Ltd.  |
| 2002        | -                                                                                                  | Becoming Sammi                                              | kantoński                       | Warner Music Hong Kong Ltd.  |
| 2002        | Tanqingshou'ai Cishan Yanchanghui (談情說愛慈善演唱會)                                             | Let's Talk About Love Charity Concert                       | kantoński/mandaryński           | Warner Music Hong Kong Ltd.  |
| 2002        | -                                                                                                  | Wonder Woman                                                | kantoński                       | Warner Music Hong Kong Ltd.  |
| 2003        | Wanquan Yongyou Zheg Xiuwen (完全擁有鄭秀文)                                                       | Complete Own Sammi Cheng                                    | kantoński/mandaryński           | Warner Music Hong Kong Ltd.  |
| 2003        | Meili De Wuhui (美麗的誤會)                                                                        | Love is a Beautiful Misunderstanding                        | mandaryński                     | Warner Music Hong Kong Ltd.  |
| 2004        | -                                                                                                  | La La La                                                    | kantoński                       | Warner Music Hong Kong Ltd.  |
| 2004        | Mi Century Dengfengzaoji Shiji Jingxuan (Mi Century登峰造極世紀精選)                               | Best of Mi Century                                          | mandaryński                     | Warner Music Hong Kong Ltd.  |
| 2004        | -                                                                                                  | Sammi vs Sammi                                              | kantoński                       | Warner Music Hong Kong Ltd.  |
| 2004        | Sammi VS Sammi Zheng Xiuwen 04 Yanchanghui (Sammi VS Sammi鄭秀文04演唱會)                          | Sammi vs Sammi 2004 Concert                                 | kantoński                       | Warner Music Hong Kong Ltd.  |
| 2006        | -                                                                                                  | Sammi Ultimate Collection                                   | kantoński/mandaryński           | Warner Music Hong Kong Ltd.  |
| 2007        | Zheng Xiuwen Show Mi 07 Yanchanghui Jinian Jingzhuang Zhuanji (鄭秀文Show Mi 07演唱會紀念精裝專輯) | Sammi Cheng 2007 Hong Kong Concert Souvenir Album           | kantoński/mandaryński           | East Asia Entertainment Ltd. |
| 2007        | Show Mi Zheng Xiuwen 2007 Yanchanghui (Show Mi鄭秀文2007演唱會)                                    | Show Mi Sammi 2007 Concert                                  | kantoński                       | East Asia Entertainment Ltd. |
| 2008        | Zhen Xiuwen Jipin Jingxuan LPCD Mastering (鄭秀文極品精選LPCD Mastering)                           | Sammi Cheng LPCD Mastering Collection                       | kantoński                       | East Asia Entertainment Ltd. |
| 2009        | Dongya Hua Xing Yanchanghui (東亞華星演唱會)                                                       | East Asia Capital Artists Concert                           | kantoński/mandaryński/angielski | East Asia Entertainment Ltd. |
| 2009.12.10  | Xin (信)                                                                                           | Faith (CD + MOOV Live + MV DVD)                             | kantoński/mandaryński/angielski | East Asia Entertainment Ltd. |
| 2010.01.15  | Wang (望)                                                                                          | Hope (Book, CD+DVD)                                         | kantoński/mandaryński           | East Asia Entertainment Ltd. |
| 2010.03.25  | Ai. Love Mi Yanchanghui (愛. Love Mi 演唱會)                                                       | Love Mi Concert Live Karaoke 3DVD + Live 2CD                | kantoński/mandaryński/angielski | East Asia Entertainment Ltd. |
| 2010.06.23  | Xin Zhe De Ai (信者得愛)                                                                           | Faith                                                       | mandaryński/angielski           | East Asia Entertainment Ltd. |
| 2010.09.17  | Shui Wu Jian (水舞間 Water Of Love) EP                                                             | Water Of Love EP                                            | kantoński/mandaryński           | East Asia Entertainment Ltd. |
| 2013.12.23  | Ai Jiu Shi Ai (愛就是愛)                                                                           | Love is Love                                                | kantoński/angielski             | East Asia Entertainment Ltd. |
| 2014.12.19  | -                                                                                                  | Miracle Best Collection                                     | kantoński/mandaryński/angielski | East Asia Entertainment Ltd. |
| 2016.09.15  | -                                                                                                  | Fabulous - EP                                               | kantoński                       | East Asia Entertainment Ltd. |
| 2017.02.14  | 裸 EP                                                                                              | Nude - EP                                                   | mandaryński                     | East Asia Entertainment Ltd. |

### Albumy koncertowe
| Rok  | Nazwa                           | Nazwa w języku angielskim                |
| ---- | ------------------------------- | ---------------------------------------- |
| 1997 | 鄭秀文X空間演唱會1996           | Sammi X Live '96                         |
| 1998 | 鄭秀文1997演唱會                | Sammi Star Show 1997                     |
| 2000 | -                               | Sammi i Concert '99                      |
| 2001 | 鄭秀文台北演唱會                | Sammi Cheng Live in Taipei               |
| 2001 | 鄭秀文903拉闊演唱會2001         | Sammi CR903 Music is Live 2001           |
| 2002 | –                               | Sammi Shocking Colours 2001 Concert Live |
| 2004 | Sammi vs Sammi 2004 演唱會      | Sammi vs Sammi 2004 Concert              |
| 2007 | Show Mi 鄭秀文2007演唱會        | Show Mi Live                             |
| 2010 | Love Mi 2009-2010 演唱會        | Love Mi Live                             |
| 2015 | 鄭秀文 TOUCH MI WORLD TOUR LIVE | Sammi Cheng Touch Mi World Tour Live     |

### Single
| Rok  | Tytuł albumu                                | Single |
| 1990 | Sammi                                       | 1. 仍是你 2. 思念 3. 離別                                                                                                |
| 1991 | Holiday                                     | 1. 不來的季節 2. Valentino 3. 醉鄉                                                                                       |
| 1992 | Never Too Late                              | 1. Say U'll Be Mine 2. 娃娃看天下 3. 這夜我不願離開 4. 2gether                                                           |
| 1993 | 快樂迷宮                                    | 1. Chotto等等 2. 痴心等待 3. 一水隔天涯 4. 總算為情認真過 5. 衝動點唱                                                    |
| 1993 | 大報復                                      | 1. 大報復 2. 叮噹 |
| 1994 | 十誡                                        | 1. 十誡 2. 熱愛島 3. 薩拉熱窩的羅密歐與茱麗葉 4. 非一般愛火                                                              |
| 1994 | 時間地點人物                                | 1. 其實心裡有沒有我 (feat. Andy Hui)                                                                                     |
| 1994 | 失憶                                        | 1. 失憶 2. 苦戀 3. 給最傷心的人 4. 達文西的情人                                                                          |
| 1995 | 其後                                        | 1. 折翼天使 2. 內心戲 3. 再見                                                                                            |
| 1995 | 捨不得你                                    | 1. 男仕今天你很好 2. 捨不得你 3. 愛的輓歌                                                                                |
| 1996 | 放不低                                      | 1. 小心女人 2. 放不低 3. 不拖不欠                                                                                        |
| 1996 | 值得                                        | 1. 值得 |
| 1996 | 濃情                                        | 1. X派對 2. 默契 3. 猶豫                                                                                                 |
| 1997 | 為你等                                      | 1. 癡癡為你等 2. 承諾 3. 念念不忘                                                                                        |
| 1997 | 我們的主題曲                                | 1. 非男非女 2. 我們的主題曲                                                                                              |
| 1997 | 生活語言                                    | 1. 星「秀」傳說 (Everyone is a superstar) 2. 親密關係 3. 表演時間 4. 忘記巴黎                                            |
| 1998 | Feel So Good                                | 1. Feel So Good 2. 理想對象 3. 哭泣遊戲                                                                                  |
| 1998 | 聽聞                                        | 1. 祝你快樂 2. 寵物 |
| 1999 | 我應該得到                                  | 1. 缺席 2. 我應該得到 3. 出界                                                                                            |
| 1999 | 很愛很愛                                    | 1. 發熱發亮 2. 插曲 3. 宿命主義                                                                                          |
| 2000 | 多謝                                        | 1. Arigatou 2. 失戀有根據                                                                                                |
| 2000 | 去愛吧                                      | 1. 至理名言 2. 不准哭 |
| 2000 | 眉飛色舞                                    | 1. 眉飛色舞 |
| 2000 | Ladies First                                | 1. 感情線上 2. Ladies First 3. 煞科                                                                                      |
| 2000 | Ladies First (Taiwańska/Singapurska Edycja) | 1. 不傷心 2. 可能不可能                                                                                                  |
| 2000 | Love Is...                                  | 1. 如何掉眼淚 2. 獨家試唱 3. 愛是...                                                                                     |
| 2000 | Love Is... Wu Yen Soundtrack AVCD           | 1. 情無獨鍾 |
| 2001 | 粉紅                                        | 1. 醫生與我 2. 終身美麗 3. 螢光粉紅                                                                                      |
| 2001 | 完整                                        | 1. 獨一無二 2. 魅力燃燒                                                                                                  |
| 2001 | 溫柔                                        | 1. 交換溫柔 2. 跳傘 3. 玻璃鞋                                                                                            |
| 2002 | 捨得                                        | 1. 天衣無縫 2. 捨得 |
| 2002 | Becoming                                    | 1. 上一次流淚 2. 心肝命椗                                                                                                |
| 2002 | My Left Eye Sees Ghost Soundtrack           | 1. 回來我身邊 |
| 2002 | Wonder Woman                                | 1. 相信自己 2. 實不相瞞 3. 神奇女俠                                                                                      |
| 2003 | 完全擁有鄭秀文                              | 1. 落錯車 2. 戀上你的床 3. 大暴走                                                                                        |
| 2003 | 美麗的誤會                                  | 1. 每天愛你少一些 2. 美麗的誤會                                                                                          |
| 2004 | La La La                                    | 1. 調情 2. 世界之最(你願意) 3. 傷                                                                                        |
| 2004 | Sammi Vs Sammi                              | 1. 多得他 2. 喜歡戀愛 |
| 2007 | 鄭秀文07香港演唱會紀念精裝專輯              | 1. 愛情萬歲 2. Mi |
| 2008 | 劍雪                                        | 1. 劍雪 |
| 2009 | Faith 信                                    | 1. 有一種快樂 2. 罪與罰 (feat. 24Herbs) 3. 信者得愛 (feat. MC仁) 4. Forgiveness (英) (feat. 24Herbs)                     |
| 2009 | Hope 望                                     | 1. 叮叮噹 2. 捉迷藏 |
| 2010 | 信者得愛                                    | 1. 信者得愛 (國) (feat. MC HotDog) 2. 罪與罰 (國) (feat. 吳建豪) 3. 愛 4. 不要驚動愛情 (國) 5. 一步一步愛 (feat. 陳奐仁) |
| 2011 | Feels Like It's Natural                     | 1. Feels Like It's Natural                                                                                               |
| 2011 | 高海拔之戀II                                | 1.Do Re Mi (國) 2.Do Re Mi (粵)                                                                                          |
| 2014 | Miracle Best Collection                     | 1. Bang Bang Bang |
| 2016 | Fabulous                                    | 1.衝過去 2.犀利 3.八公里 4.我不是歌手 5.浮雕 6.Fabulous                                                                  |
| 2017 | 裸                                          | 1.我就是愛你不害怕 |

### Kowery
| Rok  | Tytuł albumy   | Tytuł utworu                                       | Oryginalny utwór                                | Oryginalny artysta                      |
| 1990 | Sammi          | 思念                                               | 夢醒時分                                        | 陳淑華                                  |
| 1993 | 大報復         | 叮噹                                               | Ding Dong                                       | サザンオールスターズ                    |
| 1992 | Never too late | It's Too Late                                      | It's too late                                   | Carole King                             |
| 1994 | 十誡           | 1. 十誡 2. 薩拉熱窩的羅密歐與茱麗葉                | 1. Shining In The Night 2. With                 | 1. Katsumi 2. 中島みゆき                |
| 1994 | 時間地點人物   | 其實心裡有沒有我 (feat. Andy Hui)                  | 誰說我不在乎                                    | 高明駿 / 陳艾湄                         |
| 1994 | 失憶           | 1. 失憶 2. 苦戀                                    | 1. Jewelry Angel 2. 留什麼給你                  | 1. Access 2. 孫楠                       |
| 1995 | 捨不得你       | 愛的輓歌                                           | 孤獨の肖像1st                                   | 中島みゆき                              |
| 1997 | 我們的主題曲   | 唉聲嘆氣                                           | Un Giorno Senza Te                              | Laura Pausini                           |
| 1997 | 生活語言       | 纏綿                                               | Move Closer                                     | Phyllis Nelson                          |
| 1998 | 聽聞           | 愛你是我一生中理想                                 | n/a                                             | 吳國敬                                  |
| 1999 | 我應該得到     | 永遠都不夠                                         | Love Springs Eternal                            | Kurt Darren                             |
| 1999 | 很愛很愛       | 不可多得                                           | I could not ask for more                        | Edwin McCain                            |
| 2000 | 多謝           | Arigatou                                           | ありがとう                                      | Kokia                                   |
| 2000 | Ladies First   | 煞科                                               | 바꿔                                            | Lee Jung Hyun                           |
| 2001 | 完整           | 獨一無二                                           | 와                                              | Lee Jung Hyun                           |
| 2001 | 溫柔           | 神化                                               | 너                                              | Lee Jung Hyun                           |
| 2002 | 捨得           | 808                                                | 첫사랑                                          | 임현정                                  |
| 2002 | 真的用了心     | 愛了就算                                           | n/a                                             | 成龍 / 蘇慧倫                           |
| 2004 | Sammi vs Sammi | 1. 多得他 2. 喜歡戀愛(More Than One Words Version) | 1. Superwoman                                   | 1. Karyn White/王菲 2. 盧巧音           |
| 2009 | Faith 信       | 1. 信者得愛 (Featuring MC仁) 2. 不要驚動愛情       | 1. Life Is Good (인생은 즐거워) 2. 不要驚動愛情 | 1. Jessica H.O. (제시카 H.O.) 2. 高皓正 |

## Filmografia
Źródła: Filmweb

### Filmy
- 1992: Fei hu jing ying zhi ren jian you qing – Heidi
- 1996: Baak fan baak gam gok – Cherrie
- 1996: Baak fan baak ngam 'Feel' – Yen
- 1997: Oi nei oi do saat sei nei – Cindy
- 1998: Hung wan yat tew loong – Candy Yip Yuk Fun
- 2000: Ha yat dik mo mo cha – Summer
- 2000: Goo laam gwa lui – Kinki Kwok
- 2001: Chung mo yim – Wu Yen
- 2001: Tung gui mat yau – Siu Tong
- 2001: Miłość na diecie – Mini Mo
- 2002: Ga goh yau chin yan – Mi
- 2002: Ngo joh aan gin diy gwai – May Ho
- 2002: Infernal Affairs: Piekielna gra – Mary
- 2003: Baak nin hiu gap – May
- 2003: Luen seung ngei dik chong – Carrie Wat
- 2003: Infernal Affairs: Piekielna gra III – Mary
- 2004: Lung fung dau – pani złodziejka
- 2004: Magic Kitchen – Yau
- 2005: Wiekopomny żal – Qiyao
- 2008: Daai sau cha ji neui – inspektor policji Molline Szeto
- 2012: Gao hai ba zhi lian II
- 2013: Ślepy detektyw – Ka Tung Ho

### Seriale
- 1999: Chung muk ching yuen – San
- 2002: Chai tin dai sing suen ng hung – Buddha Goon Yum